# Craig Billington
Craig Richard Billington (* 11. September 1966 in London, Ontario) ist ein ehemaliger kanadischer Eishockeytorwart und jetziger -funktionär, der in seiner aktiven Zeit von 1983 bis 2003 unter anderem für die New Jersey Devils, Ottawa Senators, Boston Bruins, Colorado Avalanche und Washington Capitals in der National Hockey League gespielt hat.

## Karriere
Craig Billington begann seine Karriere als Eishockeyspieler bei den Belleville Bulls, für die er von 1983 bis 1986 in der kanadischen Top-Juniorenliga Ontario Hockey League aktiv war. In der Saison 1984/85 wurde er in das erste All-Star Team der Liga gewählt und erhielt die Bobby Smith Trophy als Spieler, der sportlichen und akademischen Erfolg am besten vereinte. In seiner Zeit bei den Belleville Bulls wurde er im NHL Entry Draft 1984 in der zweiten Runde als insgesamt 23. Spieler von den New Jersey Devils ausgewählt. Für New Jersey gab er im Laufe der Saison 1985/86 sein Debüt in der National Hockey League. In seinem Rookiejahr stand er in 18 Spielen in der NHL auf dem Eis. In den folgenden vier Jahren stand er nur gelegentlich bei den New Jersey Devils zwischen den Pfosten, während er hauptsächlich für deren Farmteams Maine Mariners und Utica Devils in der American Hockey League auflief. In der Saison 1990/91 nahm er mit dem Team Canada an der Vorbereitung auf die A-Weltmeisterschaft teil. Dort konnte er überzeugen, woraufhin er zwei Jahre lang regelmäßig für die New Jersey Devils in der NHL auflief. Gute Leistungen brachten ihm eine Nominierung für das NHL All-Star Game 1993 ein.
Im Juni 1993 wurde Billington zusammen mit Troy Mallette und einem Viertrundenwahlrecht für den NHL Entry Draft 1993 im Tausch gegen Peter Sidorkiewicz an die Ottawa Senators abgegeben. Bei den Senators, die erst ein Jahr zuvor den Spielbetrieb aufgenommen hatten, konnte er in der Saison 1993/94 wie der Rest der Mannschaft nicht sonderlich überzeugen und wies in 63 Spielen einen Gegentorschnitt von 4.59 pro Spiel auf. In der wegen eines Lockout verkürzten Saison 1994/95 stand er nur noch neun Mal für Ottawa zwischen den Pfosten, konnte jedoch abermals nur einen Gegentorschnitt von 4.07 aufweisen. Kurz vor Ende der Spielzeit wurde er daher innerhalb der NHL zu den Boston Bruins transferiert, bei denen er in der Saison 1995/96 als Backup-Torwart zu 27 Einsätzen kam. Daraufhin wurde er vom amtierenden Stanley-Cup-Sieger Colorado Avalanche verpflichtet, bei denen er drei Jahre lang als Ersatztorwart zuverlässige Dienste leistete. Zuletzt trat er von 1999 bis 2003 für die Washington Capitals an, ehe er seine aktive Karriere im Alter von 36 Jahren beendete.
Seit 2009 ist Billington als Assistant General Manager für die Colorado Avalanche tätig und zudem seit 2015 auch General Manager der San Antonio Rampage.

### International
Für Kanada nahm Billington an den U20-Junioren-Weltmeisterschaften 1985 und 1986 teil. Bei der U20-WM 1985 gewann er mit seiner Mannschaft die Goldmedaille und wurde zudem als bester Torwart des Turniers ausgezeichnet. Bei der U20-WM 1986 gewann er mit Kanada die Silbermedaille. Zudem stand er im Aufgebot seines Landes bei der Weltmeisterschaft 1991, bei der er mit seiner Mannschaft die Silbermedaille gewann.

## Erfolge und Auszeichnungen
- 1985 OHL First All-Star Team
- 1985 Bobby Smith Trophy
- 1993 Teilnahme am NHL All-Star Game

### International
- 1985 Goldmedaille bei der U20-Junioren-Weltmeisterschaft
- 1985 Bester Torwart der U20-Junioren-Weltmeisterschaft
- 1986 Silbermedaille bei der U20-Junioren-Weltmeisterschaft
- 1991 Silbermedaille bei der Weltmeisterschaft